# روح‌بلند
روح‌بلند (به ترکمنی: Ruhubelent، روُحوُبلنت) یک منطقهٔ مسکونی در ترکمنستان است که در استان داش‌اغوز واقع شده‌است.